# Catedral de Autun
La catedral de San Lázaro (del francés: Cathédrale Saint-Lazare) se encuentra en la comuna francesa de Autun en el departamento de Saona y Loira.
Se trata de un edificio construido en estilo románico entre 1120 y 1146 y al que se fueron incorporando elementos góticos en sucesivas reformas. A finales del propio siglo XII fue consagrado como catedral en detrimento de la ya existente Cathédrale de Saint-Nazaire (originaria del siglo VI y demolida en 1783) cuyas reliquias son trasladadas a la nueva. Algunos de sus elementos más significativos, como el tímpano del Juicio Final o los capiteles que se conservan en la sala capitular, son obra del célebre escultor local Gislebertus de Autun. Desde 1840 está clasificada como Monument historique.
La Catedral de Autun, dedicada a San Lázaro, es una joya de la arquitectura románica ubicada en Borgoña, al sur de Francia. Su diseño, decoración escultórica y su estado actual reflejan su rica historia religiosa y artística.Dedicada a San Lázaro, se cree que albergó reliquias del santo, lo que contribuyó a su importancia religiosa. Su elemento más destacado es el tímpano del Juicio Final, una obra maestra del escultor Gislebertus, cuyas esculturas son reconocidas por su detalle expresivo y su capacidad para transmitir emociones y enseñanzas religiosas.
La catedral combina elementos románicos en su diseño original con características góticas añadidas posteriormente. Además de su significado arquitectónico, la catedral desempeñó un papel crucial en la espiritualidad medieval, atrayendo peregrinos de toda Europa. Hoy en día, es un testimonio vivo del arte y la devoción de la época medieval.

## La arquitectura
El edificio original se basa en el modelo de las iglesias de Paray-le-Monial y Cluny. La nave central se descompone en tres niveles. Un primero compuesto por las grandes columnas y el triforio (el diseño de cuyos arcos se inspira en las puertas romanas de la ciudad). Por arriba la bóveda de cañón ligeramente ojivada que cierra la nave central sujetada por hileras de arbotantes. Y a los lados las naves laterales, más bajas que la principal y cerradas por bóvedas de crucería.
Una torre en forma de flecha de 80 metros fue añadida en 1469 por el cardenal Rolin sobre el cruce del transepto para sustituir un campanario románico destruido por un rayo.
El pórtico lateral y su tímpano fueron destruidos en 1766 y sus piedras reutilizadas para construir otros edificios. Ese mismo año, el tímpano del pórtico principal (el Juicio Final) fue recubierto con yeso por juzgar los canónigos que era de mal gusto, no siendo redescubierto y restaurado hasta 1873. Fue durante ese mismo siglo y durante las restauraciones organizadas por Eugène Viollet-le-Duc que se construyen dos torres presidiendo la entrada principal imitando el modelo de Paray-le-Monial.
La cabeza del Cristo que preside el famoso tímpano de dicha fachada había sido arrancada y llevada al museo Rolin desde donde no regresaría hasta el año 1948.

### La planta
La Catedral de San Lázaro de Autun es una destacada obra arquitectónica románica con influencias góticas, construida entre 1120 y 1146. Su diseño sigue una planta de cruz latina típica de las iglesias de peregrinación. La estructura presenta tres naves: una nave central cubierta por una bóveda de cañón reforzada con arcos fajones y dos naves laterales más bajas con bóvedas de arista. En el crucero se erige una torre añadida en el siglo XV, que alcanza los 80 metros de altura.
La catedral se organiza en tres niveles: grandes arcadas, un triforio decorado con arcos ciegos y un claristorio que permite la entrada de luz. El uso de arcos apuntados en la nave fue una innovación que prefiguraba el estilo gótico. En el crucero se encuentra una torre central que originalmente era románica, pero fue sustituida en el siglo XV por una aguja gótica.
En el extremo occidental, el nártex precede a la entrada principal, donde se encuentra el famoso tímpano del Juicio Final, esculpido por Gislebertus, uno de los pocos artistas medievales cuyo nombre se conoce. Sus capiteles, también narrativos, adornan las columnas de la nave y el coro, mostrando escenas bíblicas con un estilo didáctico que buscaba instruir a los fieles analfabetos.

### Naves
La nave central, amplia y elevada, está flanqueada por dos naves laterales más bajas. La cubierta de la nave principal es una bóveda de cañón ligeramente apuntada, mientras que las naves laterales tienen bóvedas de arista. El crucero, claramente marcado, culmina en una cabecera tripartita que incluye una girola, permitiendo a los peregrinos circular alrededor del altar mayor sin interrumpir los oficios religiosos. Esta disposición refleja influencias de otras grandes edificaciones románicas, como Cluny y Paray-le-Monial.
-Nave central: La nave principal de la catedral es más ancha y alta que las naves laterales. Está cubierta por una bóveda de cañón ligeramente apuntada, una característica avanzada para su época que ayuda a distribuir el peso hacia los muros laterales. Este diseño no solo refuerza la estructura sino que también mejora la acústica y eleva visualmente el espacio, dirigiendo la mirada hacia el altar y el coro. Las bóvedas están reforzadas con arcos fajones que segmentan la nave en tramos, proporcionando un ritmo visual y estructural claro.
-Naves laterales: Las dos naves laterales están cubiertas por bóvedas de arista, más bajas que la bóveda central. Estas naves tienen un papel esencial en la funcionalidad del templo, ya que permitían el tránsito de los peregrinos sin interrumpir los oficios que se realizaban en la nave principal. Además, estas naves cuentan con capiteles esculpidos que representan escenas bíblicas y motivos ornamentales, muchos de los cuales fueron tallados por Gislebertus, contribuyendo a la dimensión educativa y espiritual del edificio

### Relieves escultóricos
La catedral es famosa por sus esculturas, obra del arquitecto Gislebertus, un escultor medieval de renombre. 

### Tímpano del Juicio Final
Se encuentra en la fachada occidental y es una de las piezas más destacadas del arte románico. 
Representa el Juicio Final, con Cristo en majestad en el centro, rodeado por escenas del juicio de las almas. Los detalles son impresionantes, con figuras que expresan miedo, devoción y asombro.      
El uso del dramatismo, las proporciones alargadas y la expresividad en los rostros son características innovadoras para su época. 

#### Capiteles historiado
La catedral es famosa por sus magníficos capiteles románicos que datan de 1130 y 1135. Una veintena de capiteles se encuentran en la Sala Capitular y fueron sustituidos por copias en el siglo XIX. Sin embargo, la nave conserva alrededor de 50 capiteles.  
Los capiteles más famosos del pasillo son La ascensión y caída de Simón el Mago, El cuarto tono de la música, El sueño de Nabucodonosor, El lavatorio de los pies, Moisés y el Becerro de Oro, Sansón matando al león, La lapidación de San Esteban, Sansón derribando el templo y El arca de Noé. 
En la portada del crucero norte encontramos de izquierda a derecha El rico malo y el diablo, Lázaro pobre y Cristo, Marta y Jesús y La fiesta del rico. 
En los tramos del coro encontramos Los Peregrinos de Emaús, Los cuatro ríos del Paraíso, La tentación de Cristo, El fauno y la sirena y El triunfo de Constantino. 
Los capiteles de las pilastras del primer piso del ábside recuerdan el estilo Brionnais. Vemos, entre otras cosas, dos leones, un búho y una cabeza humana. El segundo piso tiene unos capiteles muy mutilados.  
En la nave norte, los capiteles más bellos son los de La tentación de Cristo, La aparición de Cristo a Magdalena, Daniel en el foso de los leones, Los tres hebreos en el horno, La anunciación a Santa Ana, La conversión de San Pablo, La natividad de Cristo, La Liberación de San Pedro, El árbol de Jesé y el Sacrificio de Isaac. 
Las columnas de las jambas del portal se rematan con tres capiteles y una ménsula a cada lado. A la izquierda, los capiteles están dedicados a El lobo y la cigüeña de la fábula de Esopo, Abraham que envía a su sirviente de regreso al desierto, Los seis ancianos del Apocalipsis. A la derecha admiramos los capiteles de La presentación de Jesús en el templo, La purificación de la Virgen, La leyenda de San Eustaquio y San Jerónimo y el León. 
En el lado sur de la catedral, arriba, se encuentra la Sala Capitular del siglo XVI. Se puede acceder a él por el brazo sur del crucero. Es aquí donde se exhiben los capiteles de la nave y el coro de la catedral que fueron retirados en el siglo XIX.  
Algunas de las obras son La Muerte de Caín, El Ahorcamiento de Judas, Dios y Adán, La llegada de los Magos en casa de Herodes, La adoración de los Magos, El sueño de los Magos, Balaam sobre el asno, El etíope, Un enano luchador, La ofrenda de la Iglesia, Dos vicios y dos virtudes, Basilio y Sagitario, El pájaro de tres cabezas o La huida a Egipto, este último siendo el más famoso de la catedral 
La Huida a Egipto se sitúa en la columna opuesta a la de El sueño de los Magos, muestra a María mirándono al espectador y mostrándole a su hijo. Parece flotar sobre el burro en lugar de sentarse sobre él, una posición similar a la de la Virgen con el Niño entronizados. Pero el escultor ha dado su propia interpretación de la hierática "sedes sapientiae"; la cabeza de la madre está ligeramente inclinada y su brazo, que rodea a su hijo de manera protectora, crea una escena de profundidad y sensibilidad humanas.  
La mayoría de los capiteles de la catedral son atribuidos al maestro Gislebertus, uno de los escultores más importantes de la Edad Media. Este inscribió su nombre en el tímpano del portal principal de la catedral.  
Muchos capiteles están sobre pilastras y, por lo tanto, permanecen firmemente unidos a la superficie. Los capiteles originales fueron retirados y se exhiben en el Museo Rolin, cerca de la catedral."La huida a Egipto de Gislebertus" .

## Daños y restauraciones
Esta catedral Debido al paso del tiempo y a su complicada ubicación en Borgoña, ha sido víctima de diferentes daños que han provocado la necesidad de reformarla en numerosas ocasiones:

### Época medieval
En primera instancia la catedral fue construida originalmente a principios del siglo XII (1120), como una importante sede episcopal. Pero debido al gran crecimiento de la población entre los siglos XII y XIII, la catedral se vio obligada a expandirse añadiendo naves y salas que afectaron a la estructura y los adornos de la catedral. Aprovechando esta reforma y la importancia de la catedral para la peregrinación, se hizo aún más impresionante 

### Siglos XV-XVI
En 1469 la catedral sufriría un incendio por culpa de un rayo. A lo largo de los siglos XV y XVI la catedral iría siendo reconstruida de acuerdo al estilo gótico de la época.  
La nave cuenta 14 capillas laterales construidas a lo largo de las naves laterales a finales del siglo XV y principios del XVI, así como con arbotantes del siglo XIII que refuerzan la bóveda central y con un órgano. Todos estos elementos en estilo en estilo gótico flamígero. 
En el exterior, el gran campanario que domina el crucero fue reconstruido por el cardenal Jean Rolin a finales del siglo XV. Es un hermoso campanario gótico de dos pisos bajo su altísima aguja. Las partes románicas del crucero son claramente visibles desde el exterior, especialmente en el lado norte. La cruz a dos aguas es muy hermosa con sus arquerías, pilastras y triples tramos con columnas. 
El coro de la catedral tiene dos tramos bajo cuna rota con la misma elevación que la nave (aquí sólo el triforio está enteramente ciego), seguido del ábside central. Este fue ampliado alrededor de 1475 después del incendio del gran campanario y de esta época datan los grandes vanos góticos con modernas vidrieras. Sin embargo, el ábside ha conservado sus dos plantas inferiores románicas, que constan de 7 arcadas con vanos entre pilastras con capiteles, de nuevo en un estilo que parece influenciado por los monumentos romanos de la ciudad. Las naves bajo bóvedas de arista se amplían simplemente con un ábside reconstruido en época gótica.
Durante el Renacimiento, la catedral experimentó una serie de reformas, especialmente en la decoración y la composición del estilo arquitectónico, introduciendo elementos renacentistas. Esto es visible en la fachada y los vitrales.
La influencia del Renacimiento trajo nuevos conceptos de proporción y detalle artístico que se reflejan en la decoración interna.

### SigloXIX
La catedral sufrió graves daños durante la Revolución Francesa, época en la que muchos de sus elementos artísticos fueron destruidos o robados, además de deteriorarse por el abandono y falta de atención.
A mediados del siglo XIX, el arquitecto Eugène Viollet-le-Duc llevó a cabo una gran e importante restauración del edificio, siguiendo el estilo gótico, ya que era alguien de relevancia en la restauración de monumentos históricos en Francia, en su trabajo restauró la fachada occidental y otros elementos artísticos y arquitectónicos como el techo y las vidrieras. También reformó el interior, añadiendo elementos que no pertenecían a la época original de la catedral. 

### Restauraciones modernas a partir delsigloXX
Desde el siglo XX hasta la actualidad, la catedral ha recibido trabajos de conservación y preventivas con el fin de conservar los elementos artísticos y arquitectónicos de la catedral. Este trabajo es crucial para preservar este patrimonio histórico y religioso.

## Conservación actual
Hoy se la protege como Patrimonio de Francia, y sus relieves y arquitectura son objeto de estudios y visitas constantes.
Está considerada como obra maestra del románico y gótico, siendo testimonio de la evolución del arte e importante símbolo para la religión
Los trabajos de conservación actuales están dirigidos por profesionales y autoridades encargadas de mantener el edificio en condiciones adecuadas evitando el deterioro con las numerosas visitas, ya que es centro del turismo religioso y cultural, y su desgaste sería fatal si no se mantuviera constantemente.